# Герб Намюру (провінції)

Старий герб Намюру, присуджений у 1820 р. Вищою радою дворянства

Герб Намюру існує з 13 століття і заснований на гербі Фландрії. Бельгійська провінція Намюр постійно використовує його з 1815 року. Він був змінений один раз, лев на гербі отримав корону.

## Історія
Герб Намюру існує в регіоні протягом століть. Однак першою офіційно використаним був шеврон. Це була особиста контрпечатка Балдуїна V з Ено. Він успадкував Намюр від свого дядька Генріха I Намюрського. Балдуїн був першим членом дому Фландрії, який правив територією як граф Намюр. Балдуїн об'єднав дві області. Син Балдуїна Філіп Благородний використовував герб Фландрії як контрпечатку, розбиту діагональною смугою. Після 1211 р. також використовував герб свого батька. Його сестра Йоланда та її чоловік Пітер ван Куртеней змінили Філіпа. Відомий лише герб Пітера: золотий щит із трьома червоними кулями. Валеран III Лімбурзький також висунув претензії на Намюр, спричинивши війну. Під час цієї війни Іоланда та Пітер виїхали до Константинополя, де він мав стати наступником імператора. Тим часом їхній син Філіп II отримав у власність графство Намюр. Після його смерті його брат і сестра взяли під свій контроль територію, але в 1237 році їхній брат (і латинський імператор) Балдуїн заволодів територією. Ймовірно, Балдуїн мав такий же герб, як і його брат. У 1247 році римський король Вільгельм II оголосив про скасування феода і позичив цю територію Жану Авенському. Він носив герб, який був першим описаним для Намюру: золотий щит із чорним левом і червоною діагональною смугою. У 1261 році Гвідо Дамп'єрр купив Намюр у Балдуїна з Куртене, якого два роки тому імператор Людовик XI відновив у своїх правах. Дамп'єрр використовував герб із діагональною смугою, а також чеканив монети із зображенням на ньому. Ян ван Намен, старший син ван Дамп'єрра від другого шлюбу, успадковує територію від свого батька. Він несе герб із червоним коронованим левом. Пізніше Вільгельм I розширив герб шоломним знаком у формі срібного польоту з чорним пір'ям та червоним шоломним полотном із срібними серцями.
Після виходу Намюру з феодального володіння Ено в 1364 році герб також був змінений. Герб як і раніше розміщувався на монетах. Діагональна смуга була видалена з герба, імперський орел часто ставився поруч з левом.
Під імперією Франції старий герб був перейнятий і наданий всьому департаменту Самбр і Маас. 
Герб був офіційно присвоєний провінції в 1815 році Вищою радою дворянства.

## Опис
Офіційний франкомовний опис читається так:
|  | D'or au lion de sable armé et lampassé de gueules, et couronné d'or, au baton de gueules brochant sur le tout: couronne comtale à treize perles dont trois relevées. Із золота з чорним левом, червоними кігтями і язиком у горлі, увінчаний золотом, похила смуга над усім: увінчаний графською короною з тринадцяти перлин, три з яких видимі. |

Геральдичні кольори: золото (жовтий), чернь (чорний) і червінь (червоний).
У геральдиці діагональна смуга або бастардна смуга є знаком розлуки або вказує на позашлюбну дитину гербоносної людини.

## Схожі герби
Наступні герби мають історичну схожість з гербом провінції Намюр:

Герб Фландрії
Герб графства Намюр, який використовував Вільгельм I
Герб міста Намюр